# Pinus monophylla
Pinus monophylla, el pino monoaguja, es una especie arbórea de la familia de las Pináceas.

## Distribución y hábitat
Se trata de un pino originario de los Estados Unidos y el noroeste de México. El área de distribución está entre la parte más meridional de Idaho, el oeste de Utah, Arizona, suroeste de Nuevo México, Nevada, este y sur de California y norte de Baja California.
Aparece en altitudes moderadas, desde los 1.200 hasta los 2.300 m s. n. m., raramente tan abajo como 950 m y tan alta como 2900 m. Está extendido y a menudo abundante en esta región, formando amplios bosques abiertos, a menudo mezclados con enebros en la formación vegetal de enebro y pino. El pino monoaguja es el único pino del mundo con una sola acícula.

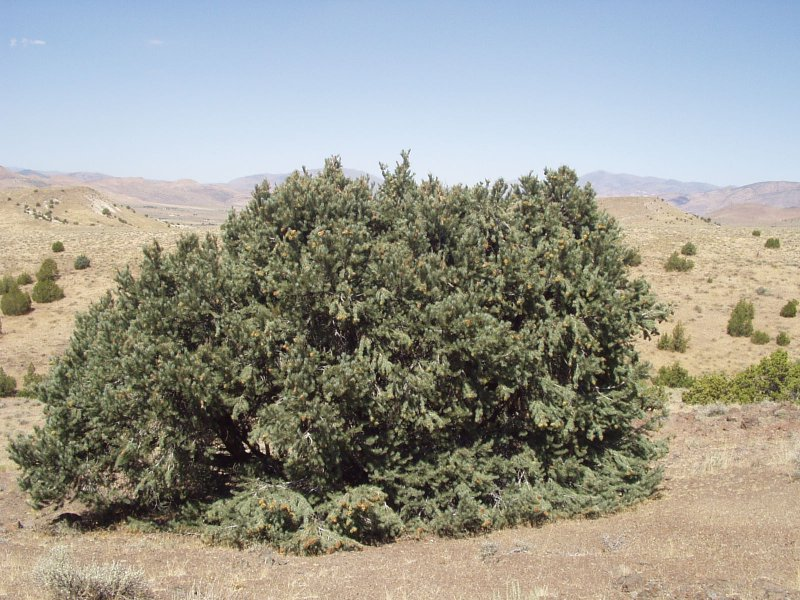
Pino monoaguja aislado en un bosque con Juniperus osteosperma, Cordillera Pah Rah, Nevada

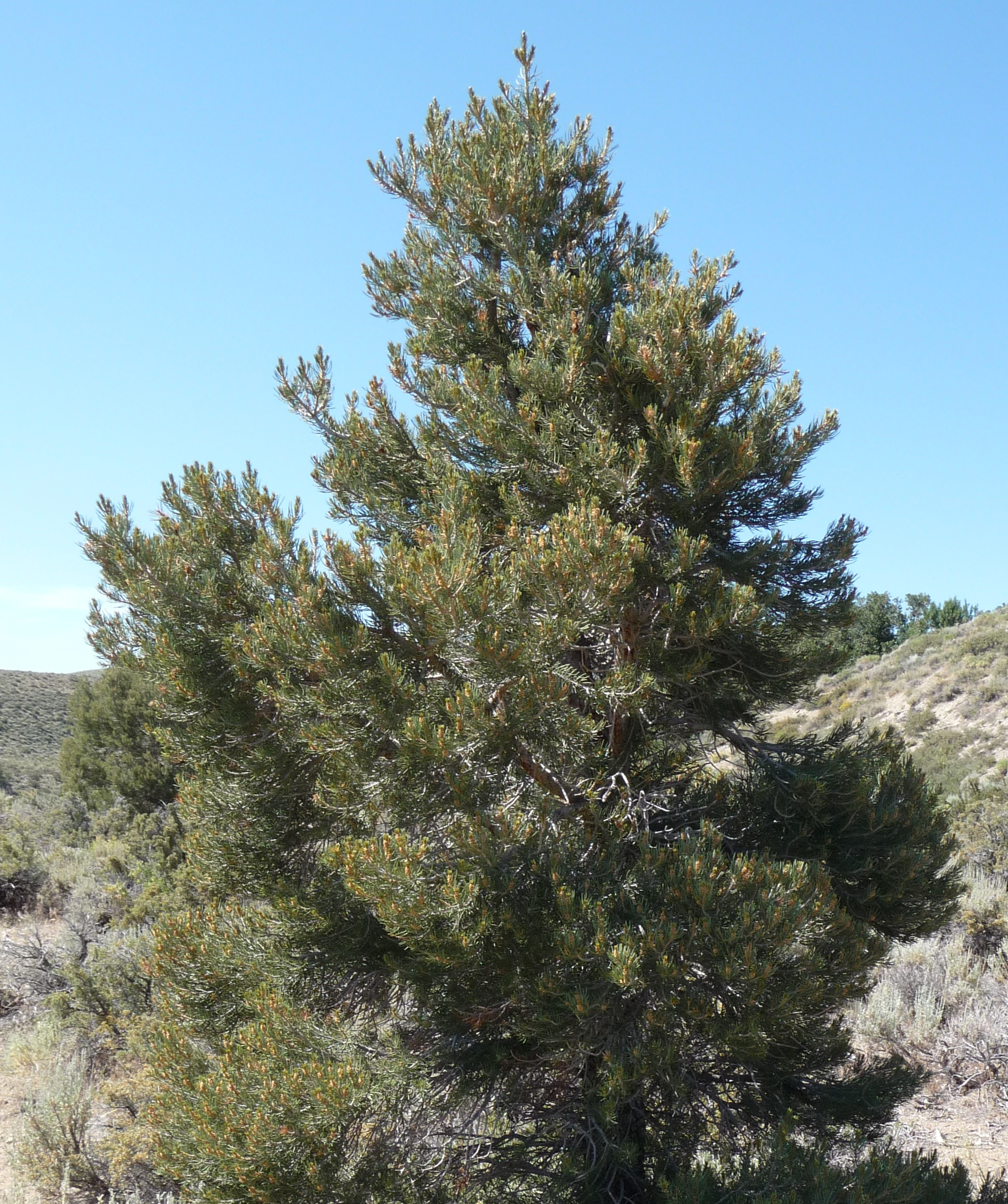
Vista del árbol

## Descripción
Es un árbol de tamaño pequeño a mediano, que alcanza 10-20 m de alto y con un diámetro en el tronco de hasta 80 cm raramente más. La corteza está irregularmente velluda y escamosa. Las hojas ("acículas"), únicas para un pino, usualmente sólo una (no dos o más en un fascículo, aunque ocasionalmente pueden encontrarse árboles con acículas en pares), rígida, de 4-6 cm de largo y color verde grisáceo a un verde azulado fuertemente glauco, con estomas sobre toda la superficie de la acícula (y tanto en la superficie interior como exterior en las acículas emparejadas). Los estróbilos son globoso-agudos, el más grande de los verdaderos pinos piñoneros, 4,5-8 cm de largo y ancha cuando está cerrado, verde al principio, al madurar ocre amarillento cuando tiene 18–20 meses de viejo, con sólo un pequeño número de escamas muy gruesas, típicamente 8-20 escamas fértiles.

## Subespecies
Hay tres subespecies:
- Pinus monophylla subsp. monophylla. La mayor parte del área de distribución, excepto las zonas señaladas debajo. Las acículas son más rígidas, verde azulado brillante, con unos pocos canales de resina. Los conos tienen 5,5-8 cm de largo, a menudo más largas que anchas.

- Pinus monophylla subsp. californiarum (D. K. Bailey) Zavarin. El extremo sur de Nevada, hacia el suroeste a través del sudeste de California (al noroeste sólo tan lejos como los montes San Jacinto) hasta 29°N en el norte de Baja California. Las acículas son menos rígidas, verde grisáceas, con pocos canales de resina. Los conos son de 4,5-6 cm de largo, más anchos que largos.
- Pinus monophylla subsp. fallax (E. L. Little) Zavarin. Laderas del valle inferior del río Colorado y sus afluentes de St. George (Utah) hasta los montes Hualapai, y a lo largo del flanco inferior del Mogollon Rim hasta Silver City (Nuevo México). Las acículas son menos rígidas, verde grisáceas, con numerosos canales de resina. Los conos son de 4,5-6 cm de largo, más anchos que largos.

Está estrechamente relacionado con Pinus edulis, que híbrida con él (ambas subsps. monophylla y fallax) ocasionalmente donde coinciden sus áreas de distribución en el oeste de Arizona y Utah. También (subsp. californiarum) hibrida ampliamente con Pinus quadrifolia.

## Taxonomía
Pinus monophylla fue descrita por Torr. & Frém.  y publicado en Report of the Exploring Expedition to the Rocky Mountains in the year 1842 2: 319, pl. 4. 1845.
Etimología
Pinus: nombre genérico dado en latín al pino.
monophylla: epíteto latino que significa "con una hoja".
Sinonimia
- Caryopitys monophylla (Torr. & Frém.) Rydb.
- Pinus californiarum D.K.Bailey
- Pinus californiarum subsp. fallax (Little) D.K.Bailey
- Pinus cembroides subsp. monophylla (Torr. & Frém.) A.E.Murray
- Pinus cembroides var. monophylla (Torr. & Frém.) Voss
- Pinus edulis var. fallax Little
- Pinus edulis var. monophylla (Torr. & Frém.) Torr.
- Pinus fallax (Little) Businský
- Pinus fremontiana Endl.[6][7]